# Ted Knight
Ted Knight (Terryville, Connecticut, 7 december 1923 – Los Angeles, Californië,  26 augustus 1986), was een Amerikaans acteur van Pools-Amerikaanse afkomst. 

## Biografie
Knight begon zijn carrière met stemmenwerk bij tv-reclames en later met kleine rollen in tv-programma's en films. Zo deed hij onder andere een cameo als politieman in de succesfilm Psycho. Midden jaren zestig speelde hij in de soap The Young Marrieds, die na twee jaar afgevoerd werd. Na vele gastrollen in andere programma's kreeg hij in 1970 zijn eerste grote rol, die van nieuwslezer Ted Baxter in The Mary Tyler Moore Show. Hij werd zes keer op rij genomineerd voor een Emmy Award en won deze in 1973 en 1976. Bijna al zijn collega's van The Mary Tyler Moore Show kregen grote rollen of hun eigen serie na het einde van de serie of zelfs al tijdens de serie, zo ook Ted al werd de sitcom The Ted Knight Show in 1978 al na zes afleveringen afgevoerd. Begin jaren tachtig dook hij verschillende keren op in The Love Boat. In 1980 speelde hij in de film Caddyshack en kreeg hij zijn tweede grote rol als Henry Rush in Too Close for Comfort, waar hij de hoofdrol vertolkte. In het laatste seizoen werd de titel gewijzigd in The Ted Knight Show. De laatste afleveringen van de serie werd uitgezonden op 7 februari 1987 toen hij al meer dan vijf maanden overleden was. 

## Privé-leven
Knight trouwde in 1948 met Dorothy Smith en kreeg drie kinderen met haar. In 1985 kreeg hij een ster op de Hollywood Walk of Fame. 
Enkele maanden na het einde van The Mary Tyler Moore Show werd er darmkanker vastgesteld bij hem waarvoor hij enkele jaren behandeld werd. In 1985 keerde de kanker terug. Hij bleef nog een tijdlang werken tijdens de behandelingen maar overleed uiteindelijk in augustus 1986. 

## Prijzen
| Jaar | Prijs                | Categorie                                   | Titel                     | Resultaat   |
| ---- | -------------------- | ------------------------------------------- | ------------------------- | ----------- |
| 1972 | Primetime Emmy Award | Beste mannelijke bijrol in een komedieserie | The Mary Tyler Moore Show | Genomineerd |
| 1973 | Primetime Emmy Award | Beste mannelijke bijrol in een komedieserie | The Mary Tyler Moore Show | Gewonnen    |
| 1973 | Golden Globe         | Beste mannelijke bijrol - televisie         | The Mary Tyler Moore Show | Genomineerd |
| 1974 | Primetime Emmy Award | Beste mannelijke bijrol in een komedieserie | The Mary Tyler Moore Show | Genomineerd |
| 1975 | Primetime Emmy Award | Beste mannelijke bijrol in een komedieserie | The Mary Tyler Moore Show | Genomineerd |
| 1976 | Primetime Emmy Award | Beste mannelijke bijrol in een komedieserie | The Mary Tyler Moore Show | Gewonnen    |
| 1976 | Golden Globe         | Beste mannelijke bijrol - televisie         | The Mary Tyler Moore Show | Genomineerd |
| 1977 | Primetime Emmy Award | Beste mannelijke bijrol in een komedieserie | The Mary Tyler Moore Show | Genomineerd |

- Bibliothèque nationale de France: cb141940790 (data)
- Gemeinsame Normdatei: 1037188608
- International Standard Name Identifier: 0000 0001 0974 7416
- Library of Congress Control Number: n95030538
- SNAC: w6cp4t2g
- Virtual International Authority File: 264522072
- WorldCat: E39PBJwRVkdPfB36PgW9GDGj4q